# Crazy Fluid
Crazy Fluid is een studioalbum van Spirits Burning. Het enige vaste lid van die “muziekgroep” heeft weer een aantal musici om zich heen verzameld voor het opnemen van muziek in het genre spacerock. De muziek neigt op dit album veel meer naar de (soms chaotische spacerockstijl van Gong. Opvallende naam op dit album is Richard Wileman, normaal van het neoklassieke Karda Estra.

## Musici
- Ileesha Bailey – zang (1)
- Capt. Black (Keith Kniveton) – synthesizer (1, 3, 7)
- Scott Brazieal – toetsinstrumenten (1, 2, 3)
- Dan Carter – slagwerk (1, 7)
- Herb Diamant – tenorsaxofoon (1, 5); fagot (3, 4, 5), dwarsfluit (5)
- Don Falcone – mellotron, draaitafel en allerlei andere elektronica  (alle tracks)
- Amy Hedges – klarinet (1)
- William Kopecky – basgitaar (1, 2)
- Cyndee Lee Rule – viool (1, 8, 9)
- Richard Wileman – elektrische gitaar (1, 7)
- Daevid Allen – gitaar (2, 3, 4, 8, 9, 10), zang (10)
- Karen Anderson – sample (2)
- Graham Clark – viool (2)
- Gary Parra – slagwerk (2, 3, 9)
- Trey Sabatelli – slagwek (3, 8, 10)
- Karl E.H. Seigfried – contrabas (3, 6, 9), basgitaar (4)
- Joe Diehl – gitaar (4, 5, 6)
- Jerry Jeter – basgitaar (5, 10) (zang (10)
- Greg Yaskovich – gitaar (5, 6)
- Ernie Falcone – zang (6)
- Barney Jones – psychedelica (6)
- Purjah/Purves – sitar (6), saxofoon (8), allerlei instrumenten (10)
- Michael Clare - bas (7, 8)
- Bridget Wishart – zang (7), bassynthesizer (8)
- Randy Wilson – toetsinstrumenten (10)
- Peter Yarbrough – cello, basgitaar (10)

## Muziek
| Nr. | Titel | componist(en)                                                                    | Duur  |
| --- | --- | -------------------------------------------------------------------------------- | ----- |
| 1.  | Holy waters and the sea moves | Brazieal, Carter, Diamant, Falcone, Kopecky, Kniveton, Rule, Wileman             | 7:27  |
| 2.  | My Caspian Sea monster | Allen, Brazieal, Clark, Falcone, Kopecky, Parra,                                 | 10:17 |
| 3.  | Slicing through the unknown plantagenets                                                                                         | Allen, Brazieal, Diamant, Falcone, Kniveton, Parra, Purves, Sabatelli, Seigfried | 9:03  |
| 4.  | I don’t want to grow up and be a scent dealer like you                                                                           | Allen, Diamant, Diehl, Falcone, Seigfried                                        | 1:57  |
| 5.  | Caravelle | Diamant, Diehel, Falcone, Jeter, Joens, Yaskovich                                | 6:38  |
| 6.  | Pinball symphonics (an ancient psychedelic performance at The tail end of youth)                                                 | Diehl, Falcone, Jones, Purves, Seigfried, Smith, Yaskovich                       | 10:52 |
| 7.  | Matian crystals | Carter, Clare, Falcone, Kniveton, Wileman, Wishart                               | 6:00  |
| 8.  | Liquid clocks | Allen, Clare, Falcone, Purves, Rule, Sabatelli, Wishart                          | 5:26  |
| 9.  | Fondue fuels | Allen, Falcone, Parra, Rule, Seigfried                                           | 7:44  |
| 10. | The book of Luana (1.Luana Doom! 2.Luana the duchess 3. A preacher for Luana 4.Luana the host (and the carnival for the defense) | Allen, Falcone, Jeter, Purves, Sabatelli, Wilson, Yarbrough                      | 10:26 |